# Ormosia nigripila
Ormosia nigripila är en tvåvingeart som först beskrevs av Osten Sacken 1869.  Ormosia nigripila ingår i släktet Ormosia och familjen småharkrankar. Inga underarter finns listade i Catalogue of Life.